# Nemopistha usambica
Nemopistha usambica is een insect uit de familie van de Nemopteridae, die tot de orde netvleugeligen (Neuroptera) behoort. 
Nemopistha usambica is voor het eerst wetenschappelijk beschreven door Kolbe in 1901.